# Robots Don't Cry
Robots Don't Cry (Роботи не плачуть)  — український переважно російськомовний рок-гурт (має один трек українською, три англійською та один французькою мовами), заснований 2005 року у Києві. Основним напрямком гри є панк-рок з гранжем. Тематика пісень — від гумору та любовної лірики до соціальних проблем. Гурт випустив 5 альбомів, 7 синглів та зняв 11 відеокліпів з 2007 року. Учасник фестивалів Соседний Мир, Atlas Weekend, ГогольFest тощо.

## Склад гурту

### Поточний
- Володимир «Грег» Богуш — вокал, гітара;
- Юрій «Цукат» Настоящий — бас, бек-вокал;
- Всеволод Готчієв — барабани.

### Колишні учасники
- Юрій Остапенко — бас-гітара, бек-вокал (2011—2013, 2014—2016);
- Федір Сатаненко — бас-гітара (2013—2014);
- Ернесто Кабрера-Гранья де Бальтазар — барабани (2013—2014);
- Альона Scady — барабани, бек-вокал (2011—2013);
- Діма Філ —барабани (2009—2011);
- Ярослав Титаренко — барабани (2005—2009);
- Слава Цвєтков —барабани (2005);
- Жека Страус — бас-гітара, бек-вокал (2005—2011).

## Альбоми

### Радость достается не каждому

Радость Достается Не Каждому (2007)

Дебютний альбом під назвою «Радость достается не каждому» вийшов 1 березня 2007 року. Альбом включає 12 композицій і один бонусний трек. Альбом було випущено лейблом Vesna Music. Презентація пройшла в клубі Бінго за участю груп 7раса і Блюденс. Далі відбувся всеукраїнський тур в підтримку другої частини збірки «Море емоцій». Влітку 2007 гурт зіграв на декількох open-air фестивалях і приступив до запису другої платівки.
У 2008 році пісня «Машина» увійшла до російського збірника «Типа…Панки и всё такое!». На телеканали потрапили кліпи «Le Garage» і «Проиграла».

### Никаких поцелуев

Никаких поцелуев (2008)

26 квітня 2009 виходить другий альбом — «Никаких Поцелуев». І знову незалежний лейбл — ЯОК Music. Презентація відбулася в Києві в клубі Бінго разом з 7раса і O.Torvald. Пісня «Небо Цвета Пепла» потрапила до збірника Re:Еволюція. Восени 2008 відбувся тур по містах України.

### Два и пять: B-Sides
На початку 2009 року гурт зробив подарунок своїм шанувальникам, випустивши збірник «бі-сайдів», виклавши його на офіційний сайт, за що вдячні фанати скачали альбом кілька тисяч разів за перші кілька днів. Новий реліз отримав назву Два і П'ять: B-Sides. До нього увійшли всі раніше невидані з різних причин треки.
|  | За 4 года хороших бисайдов набралось немало, и мы презентуем их на нашем сайте совершенно бесплатно! Это наш третий по счету релиз, но на полноценный альбом он не тянет (ведь на нем всего несколько новых песен)…так половинка…значит это наш второй с половиной альбом — Два и Пять. |

### Где-то внутри
У вересні 2009 гурт записує сингл «Где-то внутри», обкладинку до якого розробив гітарист гурту — Юрій Цукат. Влітку 2010 знімають кліп на однойменну пісню, а восени цього ж року вони вирушають в «Где-то внутри-Тур» з низкою живих і акустичних концертів.

### Больше
У новгорічну ніч 2011 виходить міні-альбом «Больше», що складається з нових пісень. Після декількох концертів гурт розпадається на кілька місяців. Женя Страус приймає рішення повністю присвятити себе гурту Валентин Стрикало, а барабанщик Філ вибирає кулінарний шлях і переїжджає до Польщі.

### Инстаграм
Для туру «Мир. Тур. Май.» було записано EP Инстаграм, дві нові пісні і три ремікси від Філа Молчанова. Зняли кліп на пісню «Конфеты и чувства» і вирушили презентувати новий склад і реліз до Москви, Санкт-Петербурга, Харкова, Дніпра і Києва.

### Уровень человечности
Зайнявши перше місце у Москві на відбірковому турі, гурт вирушає на фестиваль «Соседний Мир» 2013 до міста Судак, також грають сольний концерт у Севастополі, після чого розпочинають роботу над новим альбомом. Альбом вийшов 1 червня 2015 року в iTunes, GooglePlay Market та інших аудіо-сервісах. Але восени цього ж року Роботи підписують контракт із лейблом Moon Records, та перевидають всі альбоми.

### Струм та Pluto Is Not A Planet
На честь 12-річчя гурту виходить перший україномовний сингл — пісня «Струм», яка отримує активну ротацію на Просто Радио 102,5 FM. А вже восени перший англомовний реліз — «Pluto Is Not A Planet». До релізу ввійшло три пісні, на одну з яких режисер Віктор Придувалов зняв кліп «Fuck The Dogs». З 1 січня 2018 квартет Robots Don't Cry скорочується до тріо: місце бас-гітариста займає незмінний гітарист гурту Юрій Настоящий.

## Дискографія

### Альбоми
- 2015 – «Верни мне мой 2007» (comp)
- 2015 – «Уровень человечности»
- 2011 – «Больше»
- 2009 – «2,5» (B-Sides)
- 2008 – «Никаких поцелуев»
- 2007 – «Радость достается не каждому»

### Сингли та EP
- 2017 – «Pluto Is Not A Planet» (EP)
- 2017 – «Струм» (single)
- 2015 – «Верни мне мой 2007» (EP)
- 2013 – «Мои снегоходы» (single)
- 2013 – «Жги, ведьма!» (single)
- 2012 – «Инстаграм» (EP)
- 2009 – «Где-то внутри» (maxi-single)

### Кліпи
- 2017 – «Fuck The Dogs»[4]
- 2016 – «Уровень человечности» (аматорське відео)[5]
- 2015 – «Тому, кто лгал»[6]
- 2012 – «Конфеты и чувства»[1]
- 2010 – «Где-то внутри»
- 2009 – «Небо цвета пепла» (концертний кліп)
- 2008 – «По ту сторону тоски» (аматорське відео)
- 2008 – «Знаешь»
- 2008 – «Le Garage»
- 2008 – «Мечтаешь Ты» (аматорське відео)
- 2007 – «Проиграла» (аматорське відео